# Canada's Sports Hall of Fame
Il Canada's Sports Hall of Fame, in francese Panthéon des Sports Canadiens, è la hall of fame dello sport canadese. Istituita il 24 agosto 1955, ha sede presso il Parco olimpico del Canada a Calgary.